# بيري شوارتز
بيري شوارتز (بالإنجليزية: Perry Schwartz)‏ هو لاعب كرة قدم أمريكية أمريكي، ولد في 27 أبريل 1915 في شيكاغو في الولايات المتحدة، وتوفي في 4 يناير 2001 في كلوفيردالي في الولايات المتحدة.